# Институт криптографии, связи и информатики
Институ́т криптогра́фии, свя́зи и информа́тики (ИКСИ) — структурное подразделение Академии ФСБ России, ведущее подготовку специалистов в области передачи, защиты и обработки информации. ИКСИ является головным учебным заведением России по образованию в области информационной безопасности.

## История
19 октября 1949 года постановлением Политбюро ЦК ВКП(б) была создана Высшая школа криптографов, а при механико-математическом факультете Московского государственного университета постановлением Совета Министров СССР — закрытое отделение. В 1960 году на основе их объединения был создан 4-й (технический) факультет Высшей школы КГБ СССР.
10 мая 1962 года приказом Председателя КГБ было создано дневное отделение факультета с 5-летним сроком обучения. Возглавил факультет математик, криптограф и педагог И. Я. Верченко, совмещавший до января 1972 года должности начальника кафедры высшей математики факультета (с 5 июля 1962 года), начальника факультета (с мая 1963 года) и председателя Учёного совета по присуждению учёных степеней кандидата и доктора физико-математических и технических наук.
В 1992 году технический факультет Высшей школы был преобразован в Институт криптографии, связи и информатики (ИКСИ). Основными направлениями подготовки являются: криптография, прикладная математика, информатика и вычислительная техника, электронная техника, радиотехника и связь.
В составе ИКСИ действуют факультеты: прикладной математики, специальной техники, информационной безопасности и оперативно-технический факультет, кафедры естественнонаучного, специального профилей и английского языка, вечерняя физико-математическая школа, внебюджетная научно-исследовательская лаборатория.

## Научно-исследовательская деятельность
В Институте трудится более двухсот человек профессорско-преподавательского состава. Среди них более 150 докторов и кандидатов наук, академиков и членов-корреспондентов различных академий.
Созданы и поддержаны грантами Президента Российской Федерации 2 научные школы (по алгебраическому и радиотехническому профилям). Научные исследования ряда молодых учёных института поддержаны президентскими персональными грантами. В Академии по профилю института работают адъюнктура, диссертационные советы.

## Учебно-методическое объединение в области информационной безопасности
Приказом Госкомвуза России от 9 апреля 1996 года № 613 на базе ИКСИ создано Учебно-методическое объединение высших учебных заведений Российской Федерации по образованию в области информационной безопасности (УМО ИБ). В него входят представители 74 вузов, а также ведомств, предприятий, учреждений и организаций. УМО ИБ разрабатывает образовательные стандарты, учебные планы, образовательные программы, участвует в лицензировании, аттестации и аккредитации вузов, желающих вести подготовку специалистов по информационной безопасности.